# 앙고람어
앙고람어(Angoram)는 파푸아뉴기니 동세픽주에서 쓰이는 언어이다. 폰도어(Pondo)라고도 하며, 화자들 스스로는 칸다어(Kanda)라고 부른다.
Foley (2018: 226)의 조사에 따르면 에스놀로그에 수록된 마람바어(Maramba)는 마람바 마을에서 쓰이는 앙고람어 방언이라고 한다.